# Enzo Bellomo
Enzo Bellomo fue un actor de cine, teatro y televisión, director y guionista argentino.

## Carrera
Egresado del Conservatorio Nacional de Música y Arte Escénico, como actor, participó en telenovelas tales como Rafael Heredia, gitano (1968) con Elizabeth Killian,  Larga distancia (1970) con Ricardo Passano, Fernanda Mistral, y Catalina Speroni; Un latido distinto (1981), protagonizada por Mónica Jouvet y Carlos Olivieri; y Laura mía (1981), con Soledad Silveyra y Raúl Taibo; Después del final (1982) junto a Selva Alemán y Gogó Andreu, Mi nombre es Lara (1983) junto con Iris Alonso, y Amada (1983) con Libertad Lamarque, entre otros. 
En teatro fue dirigido en 1948 por Alberto Ballerini junto a Marcos Zucker en la "Compañía Juvenil de Teatro para niños".  Trabajó en obras como La anunciación de María, Una aventura en el circo, Un metro cuadrado de cielo y El último perro.
Actor preferido de Cunill Cabanellas, también trabajó en radioteatros como Tiempos de Angustias, dirigidos por José Fariñas. Hizo pareja de grandes actrices como Nelly Hering y Zoe Ducós.
En cine tuvo una labor como director y guionista de la película Simplemente María de 1972, con Saby Kamalich, Rodolfo Salerno, Fernanda Mistral y María Leal. En algunos créditos solía figurar con el seudónimo de E. B. Clucher.

## Vida privada
Estuvo casado desde 1955 con la abogada, escritora, guionista, autora de teatro y directora argentina Celia Alcántara hasta la muerte de esta ocurrido en el 2005. Con Alcántara tuvieron un hijo.

## Filmografía
Como director:
- 1972: Simplemente María.

## Televisión
- 1983: Amada
- 1983: Mi nombre es Lara.
- 1982: 'Después del final.
- 1981: Laura mía.
- 1981: Un latido distinto.
- 1970: Larga distancia
- 1970: Teleteatro de Celia Alcántara.
- 1968: Rafael Heredia, gitano.[5]

## Radioteatro
- Tiempos de angustias
- Milagros en el mar o Velas a la vista.

## Teatro
- La anunciación de María.
- Una aventura en el circo.
- Un metro cuadrado de cielo.
- Su segundo nombre
- El último perro.[6]